# 순순희
순순희는 대한민국의 3인조 발라드 음악 그룹이다.

## 구성원
| 이름   | 소개                                                                                  |
| ------ | ------------------------------------------------------------------------------------- |
| 기태   | - 이름 : 김기태 - 생년월일 : 1992년 5월 31일(32세) - 학력 : 부산예술대학교 실용음악과 |
| 미러볼 | - 이름 : 김부성 - 학력: 부산예술대학교 실용음악과                                     |
| 윤지환 | - 이름 : 윤지환 - 생년월일 : 1992년 9월 1일(32세) - 학력 : 부산예술대학교 실용음악과  |

## 방송
- 촌스러운 사랑 노래 주인찾기 프로젝트 (2020)

## 음반
- 참 많이 사랑했다 (2018)
- 많이 아파 (2018)
- 모두 잠든 그 시간, 널 생각한다 (2018)
- 그런거있잖아 (2019)
- 광안대교 (2019)
- 서면역에서 (2020)-(히트곡, 연간Top100)
- 불공평 (2020)
- 전부 다 주지말걸 (2020)
- 큰일이다 (2021)
- 해운대 (2021)-(히트곡)
- 츤데레 (2022)
- 그대가 내 안에 박혔다(그내박) (2023) - (유행타는 중, 음원차트 Top100 랭크)